# Lithophyllon mokai
Espèce
Statut CITES
Lithophyllon mokai est une espèce de coraux appartenant à la famille des Fungiidae. Selon le World Register of Marine Species, cette espèce n'est pas valide et correspond à Cycloseris mokai Hoeksema, 1989.